# Battaglia di Eluet El Asel
La battaglia di Eluet El Asel fu uno scontro minore avvenuto il 19 dicembre 1941 durante la campagna del Nordafrica. Il 1º Battaglione carabinieri paracadutisti "Tuscania", trincerato in un caposaldo a Eluet El Asel come parte dello schieramento di copertura al ripiegamento del Deutsches Afrikakorps e delle truppe del Regio Esercito, oppose un'ostinata resistenza a una parte delle forze britanniche vittoriose, lanciate all'inseguimento dell'armata italo-tedesca: nello scontro i Carabinieri, male armati, ebbero la peggio e il battaglione fu in pratica annientato.

## La battaglia
La ritirata del Deutsches Afrikakorps, incalzato dall'8ª Armata britannica del generale Claude Auchinleck ormai da tre mesi, mirava ad evitare di rimanere bloccati a Sollum e Bardia. Nell'ambito di questa azione il 14 dicembre 1941 fu ordinato al battaglione dei carabinieri paracadutisti comandati dal maggiore Edoardo Alessi di attestarsi a Eluet El Asel, un bivio a pochi chilometri a sud di Berta (Gubba), e resistervi ad oltranza fino al passaggio di tutti i reparti italo-tedeschi.
All'alba del 19 dicembre avviene l'aggancio con il nemico: una pattuglia di esplorazione britannica è inviata a saggiare la reazione dei difensori che ne neutralizzano l'azione. Ne segue un violento scontro di artiglieria, ma non è che l'inizio poiché rapidamente sopraggiungono i reparti corazzati contro i quali i carabinieri non possono opporre che 6 cannoni controcarro da 47/32, granate Pazzaglia, bombe a mano.
Dopo una giornata di duri combattimenti, a sera giunge l'ordine di sganciarsi per una parte dei carabinieri che si avviano lungo la Via Balbia in direzione di Agedabia incontrando colonne di veicoli italo-tedesche bloccate dagli inglesi già attestatisi a Lamluda. Il maggiore Alessi riesce ad eliminare il caposaldo consentendo alla colonna di defluire.
A difesa del caposaldo di Eluet El Asel rimasero 40 uomini guidati da tre ufficiali: i tenenti Enrico Mollo, Angelo Solìto e Grippo per proteggere la ritirata dei commilitoni. I carabinieri paracadutisti continuarono a battersi senza risparmio. Di questi sopravvissero solo in 23. Il loro sacrificio consentì, però, il ripiegamento del grosso dell'Africa Korps.
Radio Londra il 28 dicembre 1941 così rese onore agli avversari: 

I 23 sopravvissuti di Eluet El Asel, insieme ad altri soldati rimasti isolati durante i combattimenti, trovarono rifugio nei villaggi arabi lungo la Via Balbia e non mancarono di osservare i movimenti dei nemici cogliendo ogni occasione per mettere in atto azioni di guerriglia e sabotare le strutture militari inglesi. Si preoccuparono anche di difendere i coloni italiani ormai in balia delle razzie dei predoni arabi e delle violenze delle truppe britanniche.
La loro attesa durò fino al 6 febbraio 1942, quando una efficace controffensiva dell'Afrika Korps riuscì a riconquistare l'area.
A questo punto i pochi superstiti del Battaglione Carabinieri paracadutisti furono chiamati a costituire i nuclei delle caserme dell'Arma che continuarono a funzionare per garantire l'ordine pubblico anche sotto il comando inglese dopo la sconfitta.
Il 14 giugno 1964 alla Bandiera della Arma dei Carabinieri fu concessa la Medaglia d'Argento al Valor Militare per il I Battaglione Carabinieri paracadutisti a cui si aggiunsero cinque medaglie d'argento e sei di bronzo al Valor Militare individuali. Le cinque medaglie d'argento furono conferite postume ai carabinieri Giulio Amadei, Mario Benna Zenit, Luca Caravaggi Mazzon, Antonio Celi e Alfredo Madau, rimasti uccisi nello scontro. Quest'ultimo, nato nel 1920, era partito come volontario per il fronte nordafricano.